# Île de Berezan
Pour l’article homonyme, voir Berezan.
L'île de Berezan est une île de la mer Noire, face à l'embouchure du golfe Borysthénique à l'est et du liman de Berezan au nord, à 8 km à l'ouest d'Otchakiv, en Ukraine.

## Géographie
L'île s'élève au maximum à 21 mètres au-dessus du niveau de la mer.

## Histoire

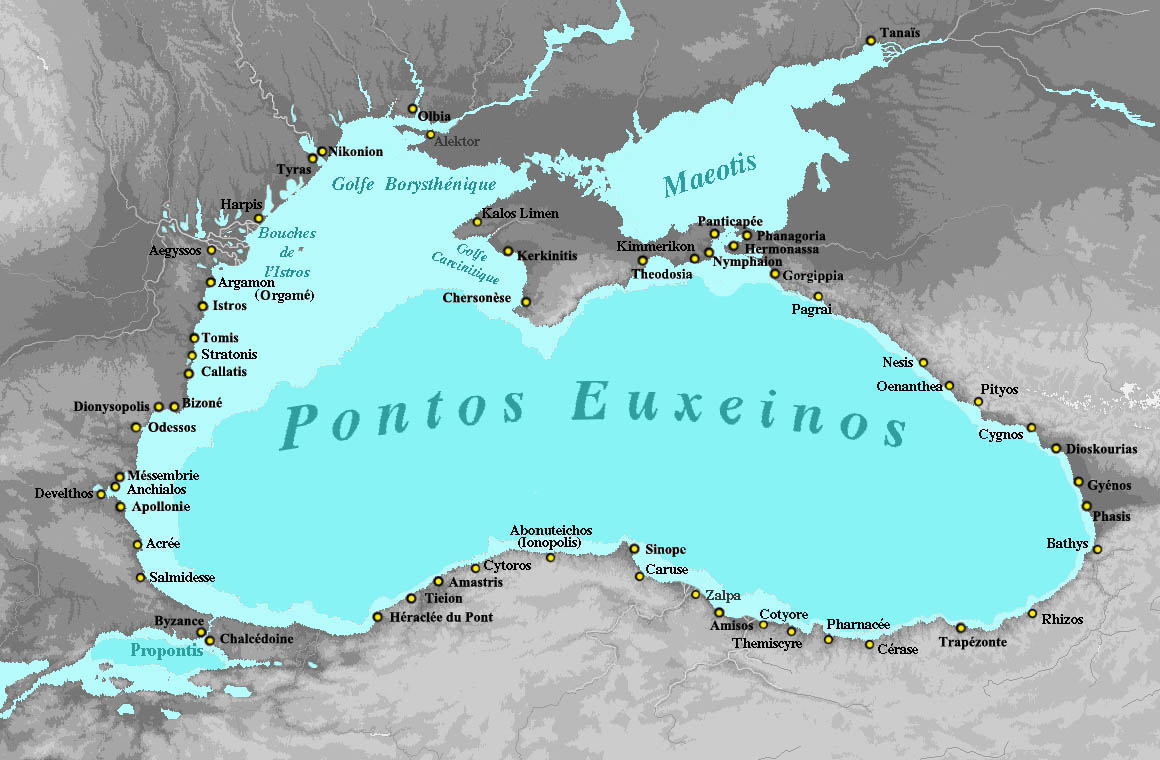
Principales colonies grecques du Pont-Euxin au

Un établissement grec du VIIe siècle y est établi sous le nom de Borysthène (le nom antique du Dniepr). Il s'agirait de la première colonie grecque du nord de la mer Noire. Devant le développement d'Olbia du Pont, le site est peu à peu abandonné.
La Pierre runique de Berezan, trouvée en 1905, témoigne de la présence de Varègues sur l'ïle à la fin du XIe siècle.
Les Russes fortifièrent l'île en dix-sept ouvrages bétonnés et cuirassés dans les années 1910. Ce fort servit de cible lors des exercices d'artillerie russes de 1912. Le but de ces exercices, auxquels assistèrent des délégations militaires belges et françaises, était de déterminer la résistance des éléments constitutifs d'une forteresse, entre autres le béton et les cuirasses, contre de l'artillerie lourde (des obusiers de 12 et de 15 cm, ainsi qu'un mortier Schneider de 28 cm, participèrent aux exercices) et des obus en acier de gros calibre, et d'observer les dégâts occasionnés. Le fort existe toujours aujourd'hui.

## Images

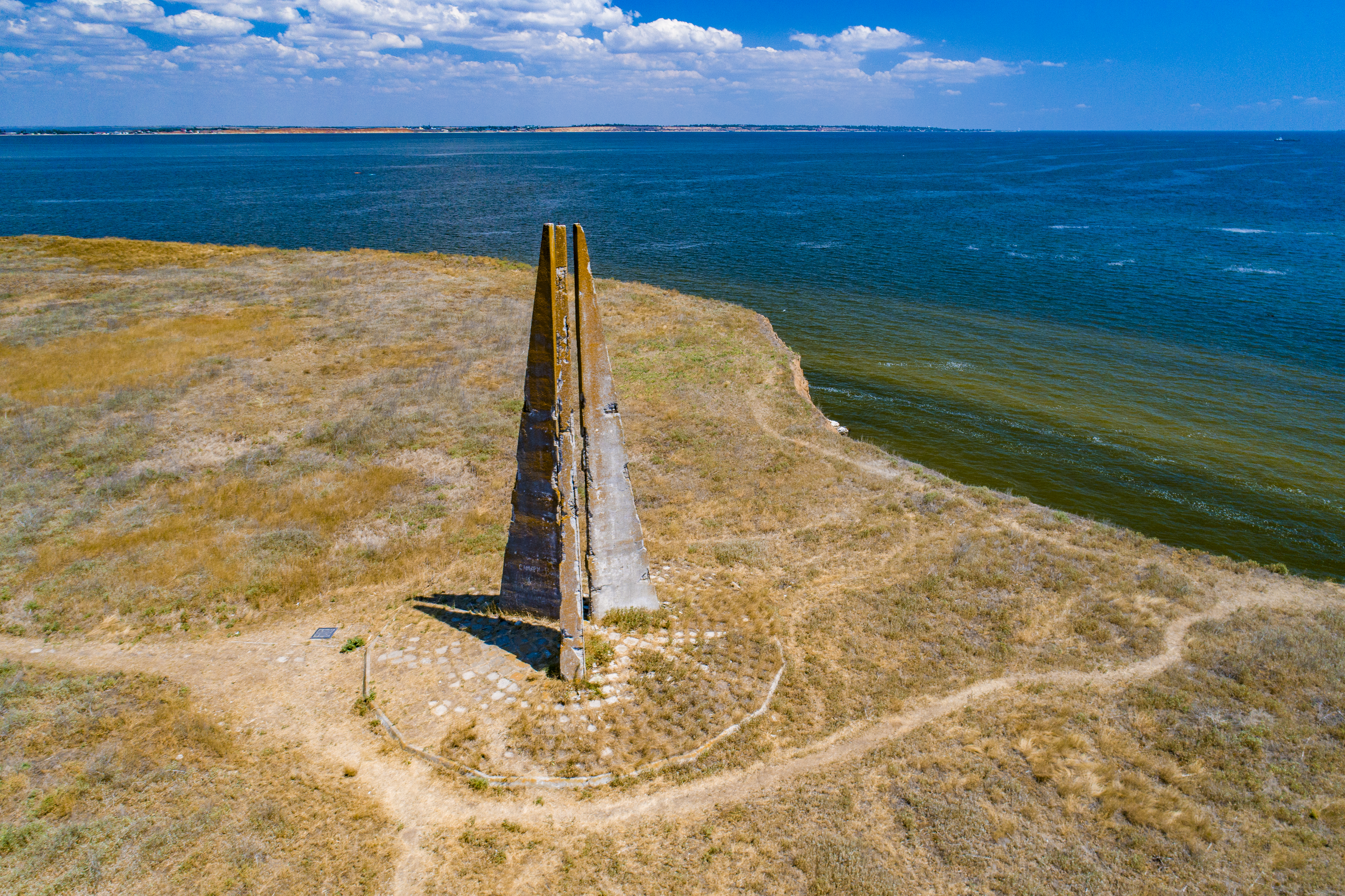
Monument à Piotr Schmidt et aux fusiliers de 1906 classée[5],
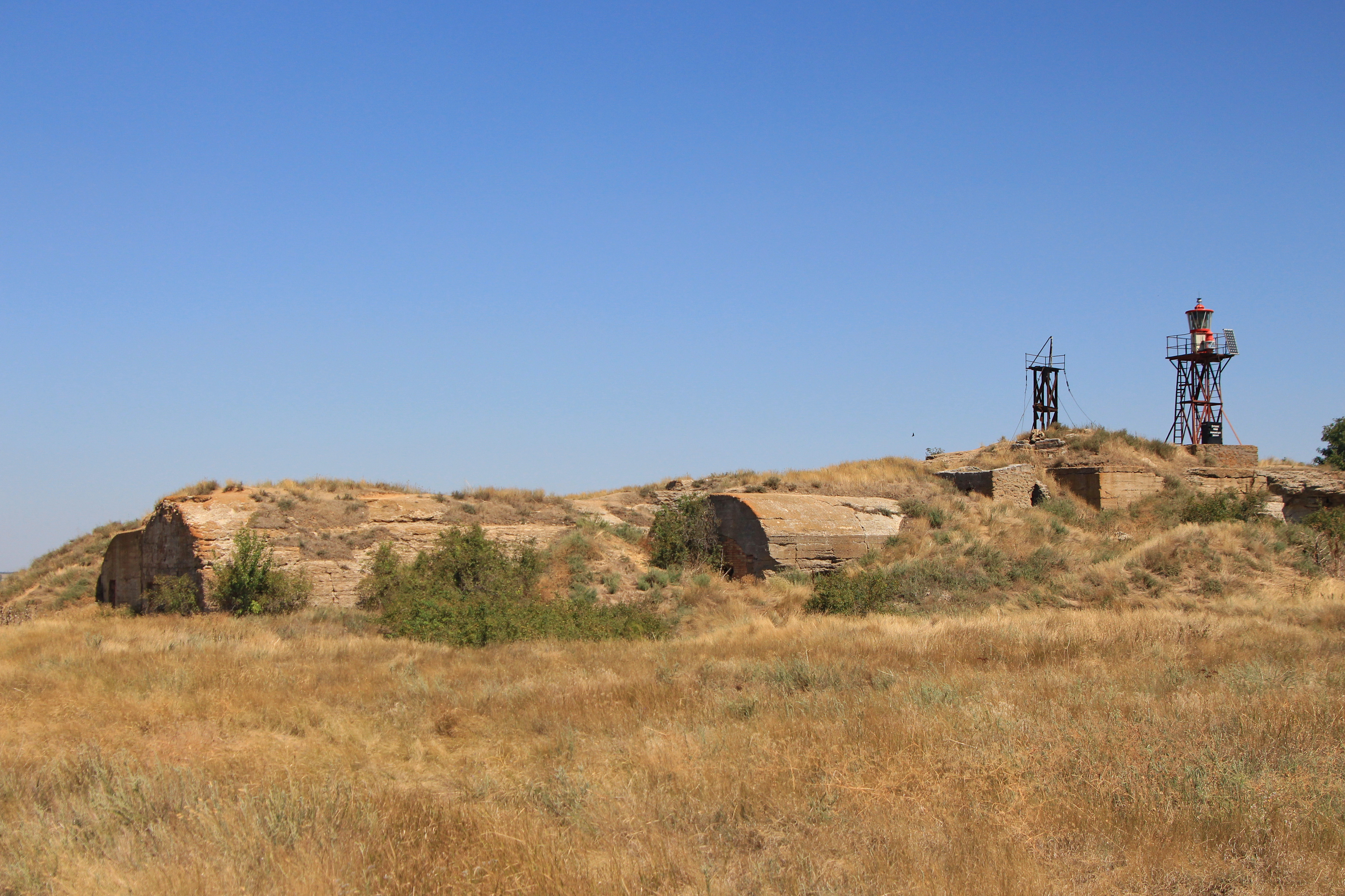
bâtiments,
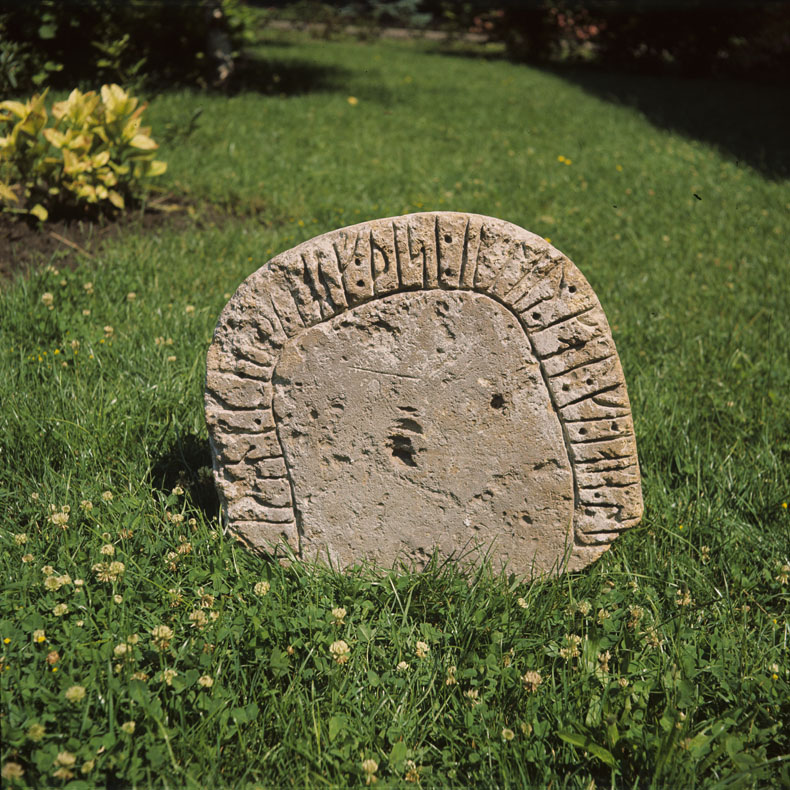
pierre de Berezan.